# Універсальна система рольових ігор
Загальна або універсальна система рольових ігор — це система рольових ігор, розроблена таким чином, щоб не залежати від налаштувань кампанії та жанру. Його правила, теоретично, мають працювати однаково для будь-якого середовища, світу, середовища чи жанру.

## історія
Термін «загальний» використовувався з перших днів ігор для опису системи, яку можна використовувати для будь-якого типу або стилю гри. Серед ентузіастів рольових ігор точаться суперечки щодо того, коли виникла концепція загальної системи та яка була першою опублікованою.
За словами Шеннона Аппелкліна, Chaosium 's Basic Role-Playing (BRP, 1980) була першою загальною системою рольових ігор. BRP була «урізаною» версією рольової гри Chaosium RuneQuest і лягла в основу рольової гри Stormbringer, а також була використана для Call of Cthulhu, першої рольової гри жахів. Публікація GURPS (Generic Universal Role-Playing System, 1986) як повністю незалежної від налаштувань гри та її комерційний і творчий успіх додали руху довіри. Розвиток системи героїв (1989) із супергеройської рольової гри Champions також мав великий вплив на популяризацію цієї концепції.
З випуском третього видання Dungeons & Dragons (2000) і системи d20 разом із створенням Open Gaming License (OGL) це справді стало домінуючою темою в дизайні RPG.

## Визначення
У правилах Fuzion 5.02 використовується термін «загальний», щоб описати свій базовий набір правил як окремий від його попередників Champions і Interlock. У другому абзаці вступу до 3-го видання GURPS автори визначають «загальний» як засіб, який задовольнить гравців і майстрів гри багатьох стилів гри та відчуття правил. Це повторюється в оновлених правилах 4-го видання разом із визнанням Чемпіонів як першої справді гнучкої системи створення персонажів.
Деякі похідні d20, такі як Mutants &amp; Masterminds і True20 Adventure Roleplaying від Green Ronin Publishing, представлені як повністю загальні системи.

## Інші впливові загальні системи
- Центр тактичних досліджень Блексбурга EABA
- Unisystem Eden Studios
- Рольова гра Evil Hat Productions ' FATE
- FUDGE преси Grey Ghost Press
- Тристатистична система Guardians of Order
- Дикі світи Pinnacle Entertainment Group
- Fuzion і Interlock System від R. Talsorian Games
- Системи D6 і Masterbook від West End Games